# 鳥居房信
鳥居 房信（とりい ふさのぶ、生没年不詳）とは、江戸時代の浮世絵師。

## 来歴
師系不明。作画期は享保の頃とされ、作に細判の漆絵「市川団十郎の暫」が知られる。